# Nicolas Silhol
Pour les articles homonymes, voir Silhol.
Nicolas Silhol est un réalisateur français né le 5 novembre 1977 à Paris.

## Biographie
Diplômé de la Fémis (département « Scénario », promotion 2004), Nicolas Silhol a réalisé des courts métrages avant de tourner Corporate, son premier long métrage, consacré aux rapports de domination dans le monde du travail et sorti en 2017.

## Filmographie

### Comme réalisateur
- 2007 : Tous les enfants s'appellent Dominique[2] (court-métrage)
- 2010 : L'Amour propre[3] (court-métrage)
- 2017 : Corporate
- 2023 : Anti-Squat

### Comme scénariste
- 2017 : Corporate
- 2019 : Les Éblouis de Sarah Suco
- 2022 : Sentinelle sud de Mathieu Gerault
- 2023 : Anti-Squat